# Île Hébāo
 (février 2015).
Si vous disposez d'ouvrages ou d'articles de référence ou si vous connaissez des sites web de qualité traitant du thème abordé ici, merci de compléter l'article en donnant les références utiles à sa vérifiabilité et en les liant à la section « Notes et références ».
L'Île Hébāo (chinois simplifié : 荷包岛 ; pinyin : hébāo dǎo) est une île de la municipalité de Zhuhai, province du Guangdong, Chine.

## Géographie
Elle est majoritairement constituée d'une forêt dense, comporte au Nord un village de pêcheur (荷包渔村, Hébāo yúcūn) où se situe le port de tourisme la reliant au continent, au Sud un village de vacances (荷包岛度假村, hébāo dǎo dùjià cūn).
Les deux villages de l'île et quelques autres points de l'île possèdent des plages de sable fin.
Le mont Dànǎo (大脑山 dànǎo shān), point culminant de l'île est situé à l'Ouest.

## Transports
Un bateau de tourisme fait la liaison entre le village de pêcheur et le Port de Gāolán, relié au continent.
Un bus relie le village de pêcheur au village de vacances.

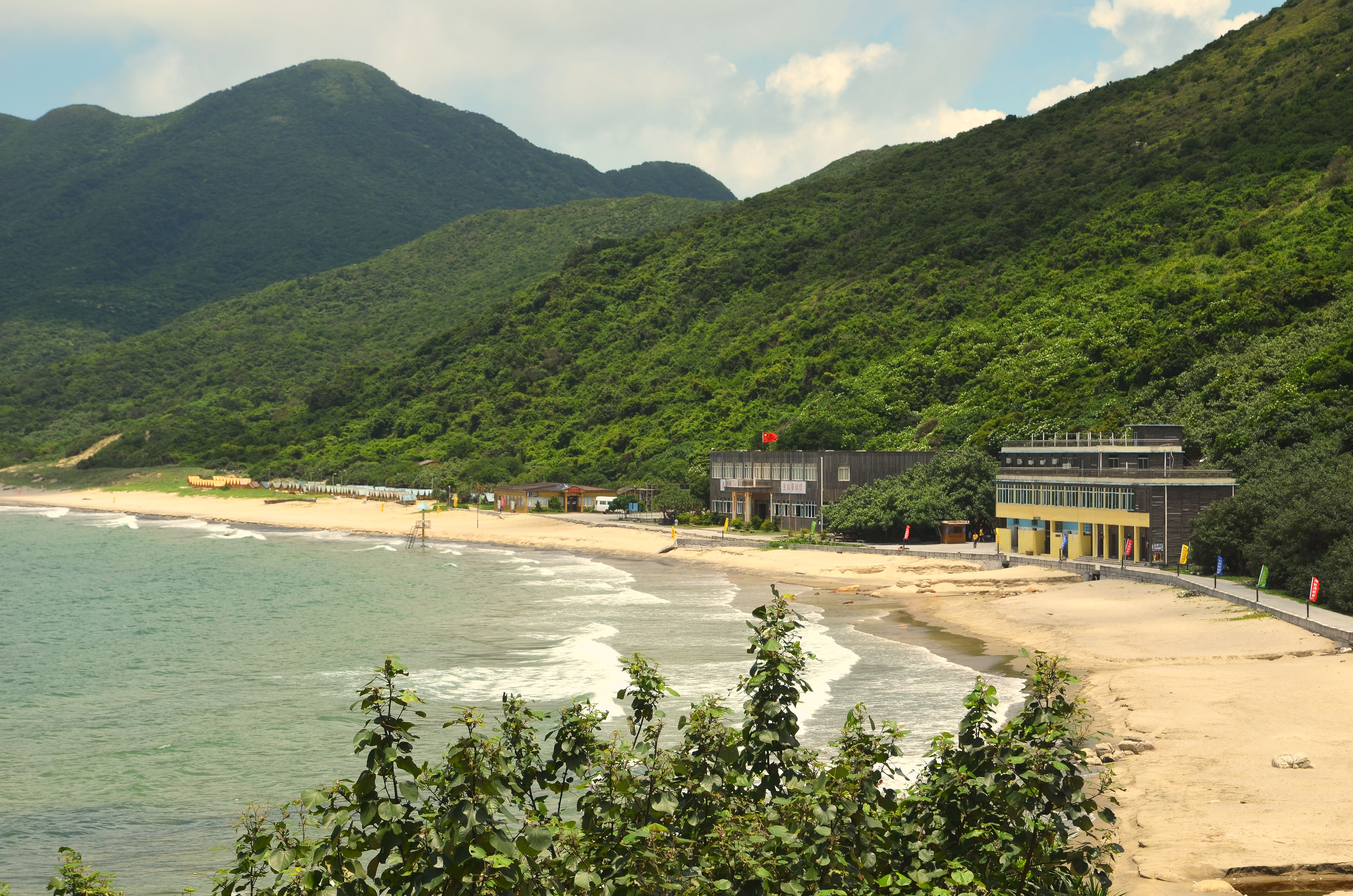
Village de vacance et sa plage en premier plan et Mont Dànǎo au fond.